# Rudolf Arndt

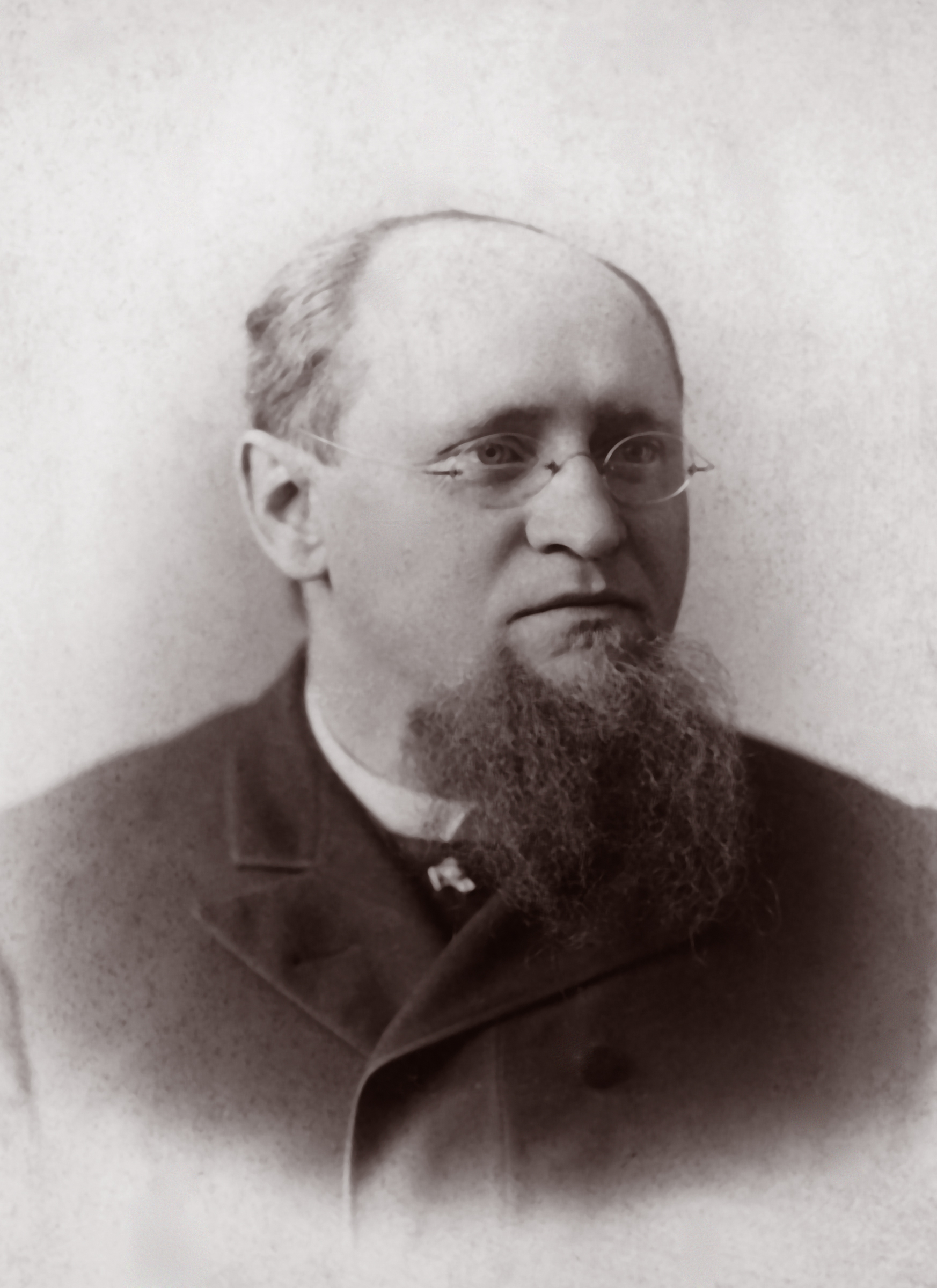
Rudolf Gottfried Arndt

Rudolf Gottfried Arndt (* 31. März 1835 in Bialken, Landkreis Marienwerder, Westpreußen; † 29. September 1900 in Greifswald) war ein deutscher Psychiater, Botaniker und Hochschullehrer. Sein offizielles botanisches Autorenkürzel lautet „R.Arndt“.

## Leben
Arndt studierte Medizin in Greifswald und Halle (Saale), wobei er vor allem von seinen Lehrern Niemeyer, Bardeleben und Damerow beeinflusst wurde. In Greifswald gehörte er der Greifswalder Burschenschaft Rugia an. Im Februar 1860 wurde er mit der Dissertation De digestione quaestiones quaedam an der Universität Greifswald promovierte und ließ sich 1861 zunächst als praktischer Arzt nieder. Am Deutsch-Dänischen Krieg 1864, dem Deutschen Krieg 1866 und dem Deutsch-Französischen Krieg von 1870/71 nahm er als Arzt teil.
Bereits 1867 hatte er sich in Greifswald habilitiert und war Leiter der dortigen Irren-, Heil- und Pflegeanstalt geworden. 1873 wurde er zum außerordentlichen Professor der Psychiatrie an der Universität Greifswald ernannt.
Er war wissenschaftlich und publizistisch vor allem mit zahlreichen Beiträgen in Fachzeitschriften über histologische Untersuchungen des Nervensystems tätig. 1883 stellte er ein „Biologisches Grundgesetz“ (später durch den Pharmakologen Hugo Schulz als Arndt-Schulzsche Regel bestätigt) auf, wonach kleine Reize anregend auf die Lebenstätigkeit und größere hemmend auf diese wirken. 1885 verfasste er das erste deutsche Werk zum Thema „Neurasthenie“.
Neben der Medizin beschäftigte sich Arndt bereits seit seiner Jugend mit der Botanik. Während seines Studiums in Greifswald hörte er Vorlesungen bei Julius Münter, dem Leiter des Botanischen Gartens Greifswald. Arndt legte ein umfangreiches Herbarium an und nahm aktiv am Tauschverkehr des Botanischen Tauschvereins in Wien teil. Er veröffentlichte mehrere botanische Aufsätze und benannte mehrere Taxa.

## Werke
- Beiträge zur Kenntnis der deutschen Flora. [= Pommern und Rügen] In: Oesterreichische Botanische Zeitschrift, Jg. 10, 1860, S. 229–233. online
- Lehrbuch der Psychiatrie. Wien und Leipzig 1883
- Die Neurasthenie (Nervenschwäche), ihr Wesen, ihre Bedeutung und Behandlung vom anatomisch-physiologischen Standpunkte für Ärzte und Studierende. Wien und Leipzig 1885
- mit August Dohm: Der Verlauf der Psychosen. Wien und Leipzig 1887
- Bemerkungen über Kraft und auslösende Kraft im Besonderen. Greifswald 1892
- Geisteskrank. Unzurechnungsfähig. Entmündigt. Greifswald 1896
- Was sind Geisteskrankheiten – Sammlung zwangloser Abhandlungen aus dem Gebiete der Nerven- und Geisteskrankheiten, Halle 1897 (Band 3 Halle 1900)
- Beiträge zu Albert Eulenburgs Real-Encyclopädie der gesammten Heilkunde. Erste Auflage.
  - Band 1 (1880) (Digitalisat), S. 434–450: Aphasie; S. 678–683: Automatie
  - Band 3 (1880) (Digitalisat), S. 471–487: Convulsionen
  - Band 4 (1880) (Digitalisat), S. 516–536: Empfindung
  - Band 5 (1881) (Digitalisat), S. 488–495: Ganglien
  - Band 7 (1881) (Digitalisat), S. 3–21: Hypochondrie; S. 51–84: Hysterie; S. 102–107: Idiosynkrasie
  - Band 9 (1881) (Digitalisat), S. 398–401: Myxödem; S. 559–573: Neurasthenie
  - Band 11 (1882) (Digitalisat), S. 132–157: Psychose
  - Band 13 (1883) (Digitalisat), S. 145–149: Stigmatisation; S. 164–170: Stottern; S. 465–470: Temperament

## Auszeichnungen
- Kronen Orden IV. Klasse mit Schwertern (1866)
- Eisernes Kreuz II. Klasse am weiß-schwarzen Bande (1871)
- Ritterkreuz I. Klasse des Großherzoglich Badischen Orden vom Zähringer Löwen